# Габріел Меніно
Габріел Вінісіус Меніно (порт. Gabriel Vinicius Menino; нар. 29 вересня 2000) — бразильський футболіст, півзахисник клубу «Палмейрас».

## Клубна кар'єра
Уродженець Морунгаби, штат Сан-Паулу, Габріел почав грати у футбол у складі академії клубу «Гуарані». Там його помітили скаути «Палмейраса», і з 2017 року Меніно тренувався вже у футбольній академії цього клубу. У тому ж році він виграв Кубок Бразилії до 17 років.
У листопаді 2019 року Габріел почав тренуватися з першою командою «Палмейраса» в рамках підготовки до сезону 2020 року. 22 січня 2020 року дебютував в основному складі «Палмейрас» в матчі Ліги Пауліста проти «Ітуано». 4 березня 2020 року дебютував у Кубку Лібертадорес у матчі проти аргентинського клубу «Тігре».

## Кар'єра в збірній
З 2019 року виступав у складі збірної Бразилії до 20 років. У її складі був учасником молодіжного чемпіонату Південної Америки 2019 року у Чилі.

## Досягнення
- Володар Кубка Лібертадорес (2): 2020, 2021
- Володар Рекопи Південної Америки (1): 2022
- Володар Кубка Бразилії (1): 2020
- Володар Суперкубка Бразилії (1): 2023
- Олімпійський чемпіон (1): 2020